# Srećko Bogdan
Srećko Bogdan (* 5. Januar 1957 in Mursko Središće) ist ein kroatischer Fußballtrainer und ehemaliger Fußballspieler.

## Karriere
Bogdan begann seine Karriere in seiner Heimatstadt mit Rudar Mursko Središće und wechselte 1973 zum MTČ Čakovec. Im Januar 1975 wechselte er dann zum kroatischen Spitzenklub Dinamo Zagreb, für den er in zehn Jahren insgesamt 595 Pflichtspiele absolvierte und dabei 125 Tore schoss. Damit belegt er den dritten Platz in der Liste der Spieler mit den meisten Einsätzen in der Geschichte des Vereins.
Bogdan wechselte 1985 für eine Ablösesumme von 150.000 DM zum damaligen Zweitligisten Karlsruher SC. Dort avancierte er als Abwehrorganisator sofort zum Stammspieler und absolvierte alle 38 Spiele der Saison 1985/86. In der darauffolgenden Saison, unter Trainer Winfried Schäfer, stieg er mit der Mannschaft in die Bundesliga auf und war in den darauf folgenden Spielzeiten maßgeblich am Erfolg des KSC beteiligt, der mit dem 6. Platz in der Saison 1992/93 und der damit verbundenen erstmaligen Qualifikation für den UEFA-Pokal seinen vorläufigen Höhepunkt fand. Im letzten Saisonspiel am 5. Juni 1993 gegen Borussia Dortmund (3:0) kam Bogdan, der in dieser Saison verletzungsbedingt lange hatte pausieren müssen und nur zehn Spiele absolvierte, letztmals zum Einsatz.
Bogdan absolvierte zwischen 1985 und 1993 insgesamt 75 Zweitliga- und 170 Erstligaspiele für den KSC und erzielte dabei 13 bzw. 8 Tore. Außerdem bestritt er für die jugoslawische Fußballnationalmannschaft zwischen 1977 und 1983, also noch vor seiner Karlsruher Zeit, elf Länderspiele, das letzte gegen Deutschland.
Der 1,83 m große zentrale Abwehrspieler zeichnete sich unter anderem durch seine Kopfballstärke aus, die er auch bei Vorstößen in den gegnerischen Strafraum zu nutzen wusste. Bogdan ist, wie es der ehemalige KSC-Präsident Schmider ausdrückte, „ein absolutes Vorbild sportlich, als auch menschlich“, Trainer Schäfer schätzte Bogdan, der bei den Badenern auch die Kapitänsbinde trug, als Bindeglied zwischen Trainer und Mannschaft.
Nach Ende seiner aktiven Laufbahn war Bogdan zunächst bis 2000 als Trainer und Koordinator von KSC-Jugendmannschaften sowie als Co-Trainer von Winfried Schäfer tätig. Er war in der Saison 2005/06 Trainer des kroatischen Klubs Inter Zaprešić, der in der Saison 2006/07 aus der obersten kroatischen Liga (1. HNL) abstieg. Ab Anfang 2007 war er Trainer von Segesta Sisak, mit dem er am Ende der Saison 2006/07 in die zweite Liga aufstieg, jedoch Ende 2008 vom Trainerposten entbunden wurde. In der Saison 2009/10 trainierte er die Mannschaft NK Međimurje Čakovec in der 2. Liga.